# Médaille Pierre-de-Coubertin
La médaille Pierre-de-Coubertin (aussi appelée médaille de la sportivité) est un prix attribué par le Comité international olympique aux athlètes ayant démontré un vrai esprit sportif lors des Jeux olympiques. La récompense est inaugurée en 1997 et est nommée ainsi en l'honneur du baron Pierre de Coubertin, fondateur du Comité international olympique. Elle est remise pour la première fois au président du CIO, Juan Antonio Samaranch au cours de la 106e session à Lausanne en septembre 1997.
Selon le musée olympique, « cette médaille est l'un des honneurs les plus nobles qui peut être conféré à un athlète olympique ». Elle est considérée par beaucoup d'athlètes et de spectateurs comme la récompense la plus importante qu'un athlète peut recevoir, voire plus importante qu'une médaille d'or. Cette médaille a été aussi décernée à des organisateurs s'étant particulièrement impliqués pour développer l'esprit sportif lors des Jeux : Franz Jonas, Raymond Gafner et Richard Garneau n'ont, en effet, pas été médaillés en tant qu'athlètes.

## Historique et objectif
La médaille Pierre-de-Coubertin a été créée en 1997 dans le but de rendre hommage aux personnalités et institutions ayant une vocation pédagogique et éducative qui, par leur enseignement, leurs travaux de recherche et la création d'œuvres intellectuelles et artistiques, contribuent à la promotion de l'Olympisme dans l'esprit de Pierre de Coubertin.
Cette distinction est remise aux représentants du monde de la culture et de l'éducation, ainsi qu'aux athlètes ayant fait preuve d'un esprit sportif exceptionnel lors des compétitions olympiques.

## Conception et caractéristiques
La médaille a été conçue par André Ricard Sala (en), designer industriel catalan qui a également créé la torche olympique des Jeux de Barcelone 1992. L'avers de la médaille présente un portrait de Pierre de Coubertin avec la légende « Médaille Pierre de Coubertin », tandis que le revers affiche les anneaux olympiques entourés par la devise olympique.
La médaille, d'un diamètre de 8,5 cm et d'un poids de 346 grammes, est présentée dans un écrin de velours vert contenant également un ruban et un insigne. L'ensemble pèse 666 grammes et mesure 18,3 cm × 13,2 cm × 4,3 cm.

## Distinction avec d'autres prix Pierre de Coubertin
Il convient de distinguer la médaille Pierre-de-Coubertin du CIO d'autres prix portant le même nom :
- le trophée mondial Pierre de Coubertin décerné depuis 1965 par le Comité International pour le Fair Play (en) (CIFP) pour récompenser des actes de fair-play sportif ;
- la médaille Pierre de Coubertin autrichienne décernée depuis 1969 par le Comité olympique autrichien pour services exceptionnels au mouvement olympique.

Cette confusion explique pourquoi certaines sources attribuent incorrectement à des athlètes comme Eugenio Monti (1965) ou Lawrence Lemieux (1988) la médaille du CIO, alors qu'ils ont reçu le trophée du CIFP ou d'autres distinctions.

## Récipiendaires
| Athlète ou personnalité | Pays             | Évènement                                                                   | Date de remise                | Lieu                        |
| ----------------------- | ---------------- | --------------------------------------------------------------------------- | ----------------------------- | --------------------------- |
| Juan Antonio Samaranch  | Espagne          | Président du Comité international olympique 1980–2001                       | 1997                          | Lausanne (Suisse)           |
| Leon Štukelj            | Slovénie         |                                                                             | 12 novembre 1999              |                             |
| Raymond Gafner          | Suisse           |                                                                             | 1999                          |                             |
| Tana Umaga              | Nouvelle-Zélande | Test match de rugby en 2003                                                 | juin 2003                     | Cardiff (Pays de Galles)    |
| Spencer Eccles (en)     | États-Unis       | Jeux olympiques d'hiver de 2002                                             | février 2002                  | Salt Lake City (États-Unis) |
| Vanderlei de Lima       | Brésil           | Jeux olympiques d'été de 2004                                               | 29 août 2004                  | Athènes (Grèce)             |
| Elena Novikova-Belova   | Biélorussie      | XIe congrès scientifique international de 2007                              | 17 mai 2007                   | Minsk (Biélorussie)         |
| Shaul Ladany            | Israël           | Pour service rendu à l'égard du mouvement olympique durant quatre décennies | 17 mai 2007                   | Minsk (Biélorussie)         |
| Petar Cupać (en)        | Croatie          | Jeux olympiques d'été de 2008                                               | 18 novembre 2008              | Budapest (Hongrie)          |
| Pavle Kostov (en)       | Croatie          | Jeux olympiques d'été de 2008                                               | 18 novembre 2008              | Budapest (Hongrie)          |
| Ivan Bulaja (en)        | Croatie          | Jeux olympiques d'été de 2008                                               | 18 novembre 2008              | Budapest (Hongrie)          |
| Ronald Harvey (en)      | Australie        |                                                                             | avril 2009                    |                             |
| Éric Monnin             | France           | Spécialiste de l'éducation olympique                                        | août 2012                     | Lausanne (Suisse)           |
| Richard Garneau         | Canada           | Jeux olympiques d'hiver de 2014                                             | février 2014 à titre posthume | Sotchi (Russie)             |
| Michael Hwang (en)      | Singapour        | Jeux asiatiques de 2014                                                     | 14 octobre 2014               | Incheon (Corée du Sud)      |
| Nikki Hamblin           | Nouvelle-Zélande | Jeux olympiques d'été de 2016                                               | août 2016                     | Rio de Janeiro (Brésil)     |
| André Leclercq          | France           | 70e anniversaire du CFPC                                                    | 5 novembre 2021               | Lausanne (Suisse)           |
| Jean Durry              | France           | Journée Olympique 2023                                                      | 23 juin 2023                  | Paris (France)              |
| Ed Hula                 | États-Unis       | Journée Olympique 2023 - Fondateur d'Around the Rings                       | 23 juin 2023                  | Paris (France)              |

## Galerie

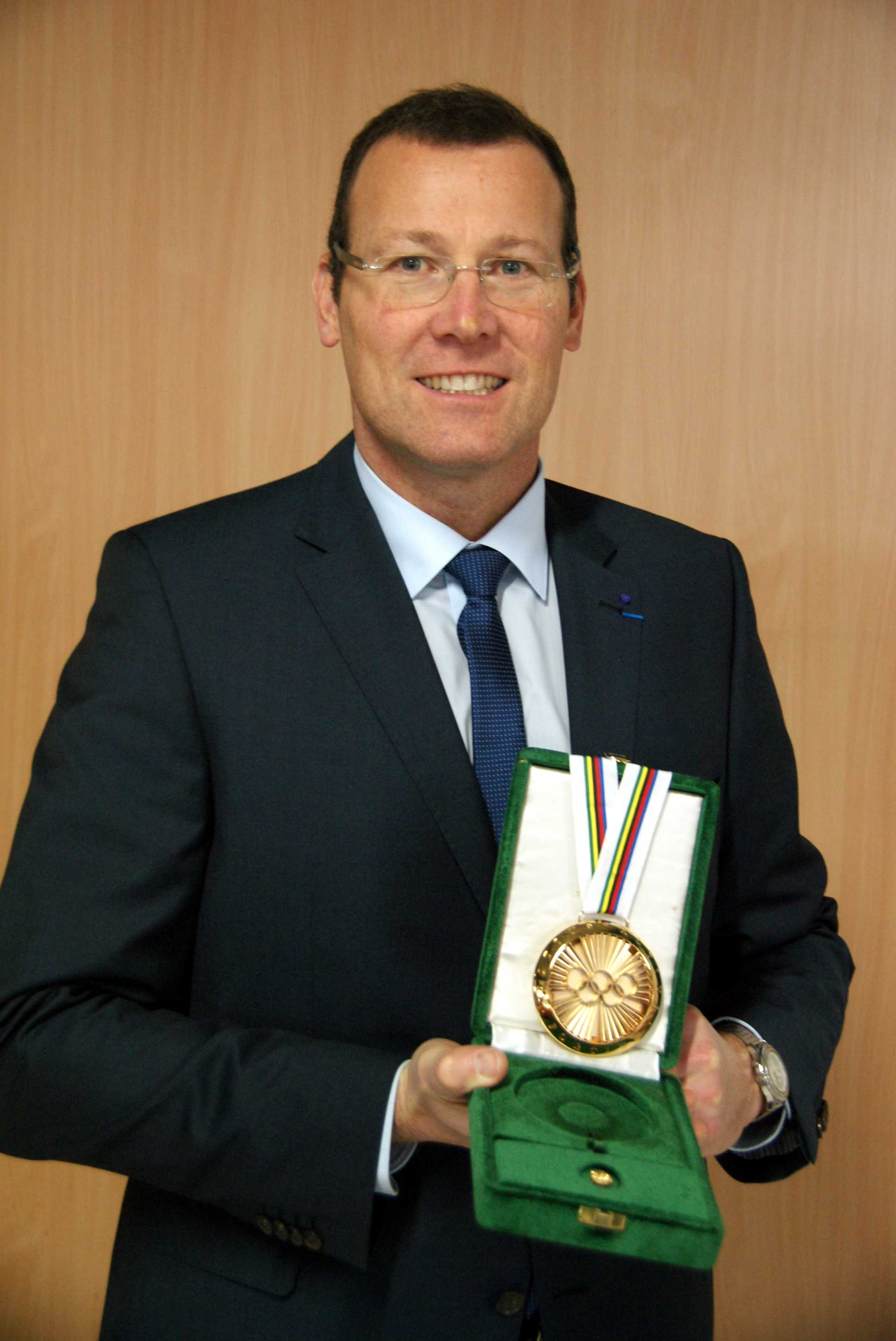
Éric Monnin tenant sa médaille.